# Nematanthus hirtellus
Nematanthus hirtellus là một loài thực vật có hoa trong họ Tai voi. Loài này được (Schott) Wiehler mô tả khoa học đầu tiên năm 1971.